# بوتسوانا
بوتسوانا أو جمهورية بوتسوانا (بالتسوانية:Lefatshe la Botswana) هو بلد يقع جنوب الصحراء الكبرى في أفريقيا الجنوبية. كانت محمية بريطانية سابقة تعرف باسم بيتشوانا لاند واعتمدت بوتسوانا اسمها الجديد بعد أن تم استقلالها ضمن دول الكومنولث يوم 30 سبتمبر 1966. أجرت انتخابات ديمقراطية حرة ونزيهة منذ الاستقلال.
جغرافياً، البلاد منبسطة وأغلبها (70 ٪) صحراء كالهاري. يحدها جنوب أفريقيا إلى الجنوب والجنوب الشرقي وناميبيا إلى الغرب والشمال وزيمبابوي إلى الشمال الشرقي. وتلتقي زامبيا عند نقطة واحدة.
بوتسوانا هي واحدة من أعظم قصص نجاح التنمية في العالم. البلاد صغيرة وغير ساحلية يقطنها نحو 2.3 مليون شخص وكانت أحد أشد البلدان فقراً في أفريقيا مع ناتج محلي إجمالي للفرد الواحد يبلغ 70 دولاراً أمريكياً عند الاستقلال عن بريطانيا عام 1966. في العقود الأربعة التي تلت الاستقلال، نقلت بوتسوانا نفسها إلى صفوف متوسطي الدخل لتصبح واحدة من أسرع الاقتصادات نمواً في العالم حيث متوسط معدل النمو السنوي حوالي 9%.
سجل بوتسوانا حافل في مجال الحكم الرشيد والنمو الاقتصادي بدعم من إدارة مالية حصيفة للاقتصاد الكلي، والتي تقف على النقيض من المستويات المرتفعة في البلاد من الفقر وعدم المساواة وانخفاض مؤشرات التنمية البشرية عموماً. في حين ساهم التطور الاقتصادي في بوتسوانا على مدى السنوات الأربعين الماضية في تحسين مستويات معيشة نحو ثلثي السكان، فإن الثلث المتبقي قد تخلف عن عجلة النمو الاقتصادي.
تبلغ حصة التعليم من الناتج المحلي الإجمالي نحو 10%، كما تحققت إنجازات تعليمية هامة بما في ذلك توفير التعليم المجاني للجميع تقريباً. لكن نتائج هذا الإنفاق لم تنشئ المهارات والقوى العاملة التي تحتاجها بوتسوانا. البطالة مرتفعة لحدود 20% تقريباً ودخل الأسر في المناطق الريفية أقل بكثير منه في المناطق الحضرية، وعلى الرغم من تراجع معدلات الفقر في المناطق الريفية إلا أنها تظل مرتفعة جداً في المناطق الحضرية. نتيجة لذلك فإن عدم المساواة في الدخل في بوتسوانا يعد واحداً من أعلاها في العالم. أدى وباء فيروس نقص المناعة البشرية / الإيدز إلى تفاقم الموقف حيث تمتلك البلاد ثاني أعلى معدل انتشار للفيروس بين البالغين في العالم، كما أن حصيلة التعليم والصحة أقل من تلك البلدان في المجموعة ذاتها من الدخل.

## التاريخ
في القرن التاسع عشر، اندلعت الأعمال العدائية بين سكان تسوانا وقبائل نديبيلي الذين قاموا بعمليات توغل في أراضي تسوانا من الشمال الشرقي. تصاعدت التوترات مع المستوطنين البوير أيضاً من ترانسفال إلى الشرق. بعد النداءات التي وجهها قادة بتسوانا كاما الثالث وباتوين وسيبيل للحصول على المساعدة، وضعت الحكومة البريطانية «بيتشوانا لاند» تحت حمايتها في 31 مارس 1885. ظل الإقليم الشمالي تحت الإدارة المباشرة البريطانية باعتباره محمية بيتشوانالاند أو بوتسوانا الحالية، في حين أن الإقليم الجنوبي أصبح جزءاً من مستعمرة كيب تاون وهي الآن جزء من مقاطعة شمال غرب جنوب أفريقيا. غالبية الشعب المتحدث بالسيتسوانا يعيش حالياً في جنوب أفريقيا.
عندما تم تشكيل اتحاد جنوب أفريقيا في عام 1910 من المستعمرات البريطانية الرئيسية في المنطقة لم تدرج محمية بيتشوانالاند وباسوتولاند (الآن ليسوتو) وسوازيلاند، لكن جرى التخطيط لضمها لاحقاً. مع ذلك، طلبت مهمة غامضة للتشاور مع سكان تلك الأقاليم، وعلى الرغم من أن الحكومات المتعاقبة في جنوب أفريقيا سعت لنقل الأراضي إلا أن بريطانيا أبقت على التأخير وبالتالي لم يحدث الضم قط. أنهى انتخاب الحكومة الوطنية في 1948 التي أسست نظام الفصل العنصري وانسحاب جنوب أفريقيا من دول الكومنولث في عام 1961 أي احتمال لدمج تلك الأراضي لاحقاً في جنوب أفريقيا.
أسفر توسيع السلطة المركزية البريطانية وتطور الحكومة القبلية إلى إنشاء اثنين من المجالس الاستشارية عام 1920 لتمثيل كل من الأفارقة والأوروبيين. قلصت تشريعات 1934 حكم العشائر وقواها. تم تشكيل المجلس الاستشاري الأوروبي الأفريقي في عام 1951 وشكل دستور عام 1961 المجلس الاستشاري التشريعي.
في يونيو 1964، وافقت بريطانيا على مقترحات للحكم الذاتي الديمقراطي في بوتسوانا. تم نقل مقر الحكومة في عام 1965 من مافيكينغ في جنوب أفريقيا إلى غابورون المنشأة حديثاً والتي تقع بالقرب من حدودها. أدى دستور 1965 إلى أول انتخابات عامة والاستقلال في 30 سبتمبر 1966. انتخب سيريتيسي كاما، وهو زعيم في حركة الاستقلال والمطالب المشروعة لزعامة نغاواتو كأول رئيس للبلاد وأعيد انتخابه مرتين.
نقلت الرئاسة لنائب الرئيس كيت ماسيري والذي انتخب لاحقاً في 1984 وأعيد انتخابه في 1989 و1994. تقاعد ماسيري من الرئاسة في 1998. انتقلت حينها الرئاسة لنائب الرئيس فيستوس موغاي والذي انتخب بعد ذلك في 1999 وأُعيد انتخابه في 2004. انتقلت الرئاسة في 2008 لايان كاما (نجل الرئيس الأول)، والذي استقال من منصبه كزعيم لقوة دفاع بوتسوانا لتولي هذا الدور المدني.
كان النزاع طويل الأمد على الحدود الشمالية في قطاع كابريفي مع ناميبيا موضوعاً لحكم صادر عن محكمة العدل الدولية في ديسمبر 1999 والتي قضت بأن جزيرة كاسيكيلي تنتمي إلى بوتسوانا.

## الحكومة والسياسة

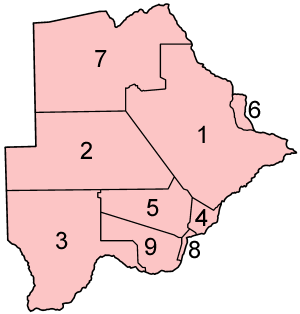
مقاطعات بوتسوانا

تدور السياسة البوتسوانية في فلك جمهورية ديمقراطية تمثيلية، حيث رئيس بوتسوانا هو كل من رئيس الدولة ورئيس الحكومة ضمن نظام متعدد الأحزاب. تمارس السلطة التنفيذية من قبل الحكومة. بينما تناط السلطة التشريعية في كل من الحكومة والبرلمان. جرت الانتخابات الأخيرة وهي العاشرة في تاريخ البلاد في 16 أكتوبر 2009.
منذ إعلان الاستقلال، سيطر على النظام الحزبي الحزب الديمقراطي في بوتسوانا. السلطة القضائية مستقلة عن السلطتين التنفيذية والتشريعية. ووفقاً لمنظمة الشفافية الدولية بوتسوانا هي البلد الأقل فساداً في أفريقيا وتحتل مركزاً قريباً من البرتغال وكوريا الجنوبية.

### التقسيمات الإدارية
تنقسم بتسوانا الي تسع مقاطعات وخمس مجالس مدن وهي:
أ-المقاطعات: الوسطي Central، وغانزي Ghanzi، وكجالاجادي Kgalagadi، وكجاتلينج Kgatleng، وكوينينج Kweneng، والشمالية الشرقية North east، والشمالية الغربية Northwest، والجنوبية الشرقية Southeast، والجنوبية Southern.
ب-مجالس المدن: فرانسيستاون Francistown، وجابوروني Gaborone, وجيواننج Jwaneng, ولوباتسي Lobatse، سيليبي-بيكوي Seleibi-Pikwe.

## الجغرافيا والبيئة

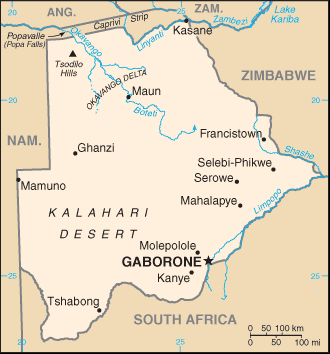
خريطة بتسوانا

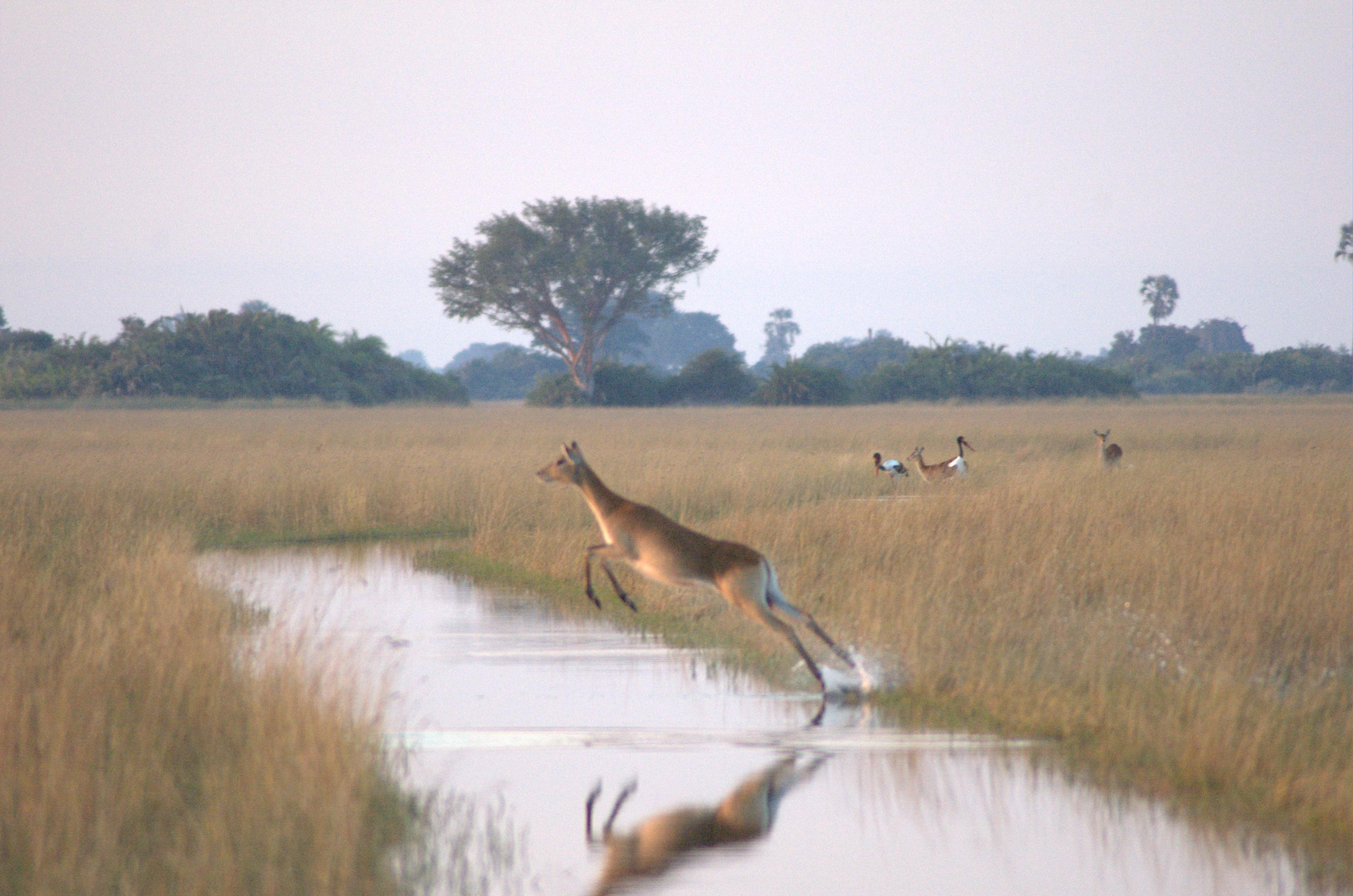
ليتشوي في دلتا أوكافانغو

خريطة تصنيف كوبن للمناخ في بوتسوانا.

تبلغ مساحة البلاد 581,730 كم2 (224,607 ميل مربع) وبذلك بوتسوانا رقم 47 في العالم من حيث المساحة (بعد أوكرانيا). مماثلة في الحجم لمدغشقر وأصغر قليلاً من ولاية تكساس الأمريكية أو مقاطعة مانيتوبا الكندية. أغلب البلاد منبسط حيث تهيمن على بوتسوانا صحراء كالهاري التي تغطي ما يصل إلى 70% من مساحة أراضيها. دلتا أوكافانغو وهي أكبر دلتا داخلية في العالم تقع في شمال غرب البلاد. سبخة ماكغاديكغادي هي سبخة ملحية كبيرة تقع في الشمال.
حوض نهر ليمبوبو، المعلم الرئيسي في أفريقيا الجنوبية يقع جزئياً في بوتسوانا في جنوب شرق البلاد. أما نهر تشوبي فيقع إلى الشمال ويشكل الحدود بين بوتسوانا وناميبيا (منطقة كابريفي). يلتقي نهر تشوبي مع نهر زمبيزي في مكان يدعى كازونغولا (معناه شجرة النقانق الصغيرة، وهي النقطة التي عبر منها الماكولولو بزعامة سيبيتواني نهر زامبيزي إلى زامبيا).
تمتلك بوتسوانا مجالات متنوعة من موائل الحياة البرية. بالإضافة إلى مناطق الدلتا والصحراء هناك المراعي السافانا حيث يوجد ويلدبيست الأزرق والعديد من الظباء وغيرها من الثدييات والطيور. يوجد شمال بوتسوانا أحد الأماكن القليلة التي تضم عدداً كبيراً من الكلب البري الأفريقي المهدد بالانقراض. حديقة تشوبي الوطنية توجدت في منطقة تشوبي ويوجد فيها أكبر تجمع للأفيال الأفريقية في العالم. تغطي الحديقة نحو 11,000 كم2 (4247 ميل مربع) وتدعم نحو 350 نوعا من الطيور.
يعد كل من حديقة تشوبي الوطنية ومركز موريمي (في دلتا أوكافانغو) من الوجهات السياحية الرئيسية. من المحميات الأخرى كالهاري الوسطى في صحراء كالاهاري في مقاطعة غانتسي والحدائق الوطنية في سبخات ماكغاديكغادي وسبخات ناكسي في المنطقة الوسطى في حوض ماكغاديكغادي. محمية ماشاتو ذات ملكية خاصة وتقع في نقطة التقاء نهري ليمبوبو وشاشي في بوتسوانا الشرقية. من المحميات الأخرى المملوكة للقطاع الخاص موكولودي قرب غابورون. هناك أيضا ملاذات متخصصة مثل محمية كاما لوحيد القرن ومحمية ماكغاديكغادي لطيور الفلامنغو وكلاهما في المنطقة الوسطى.

### قضايا بيئية

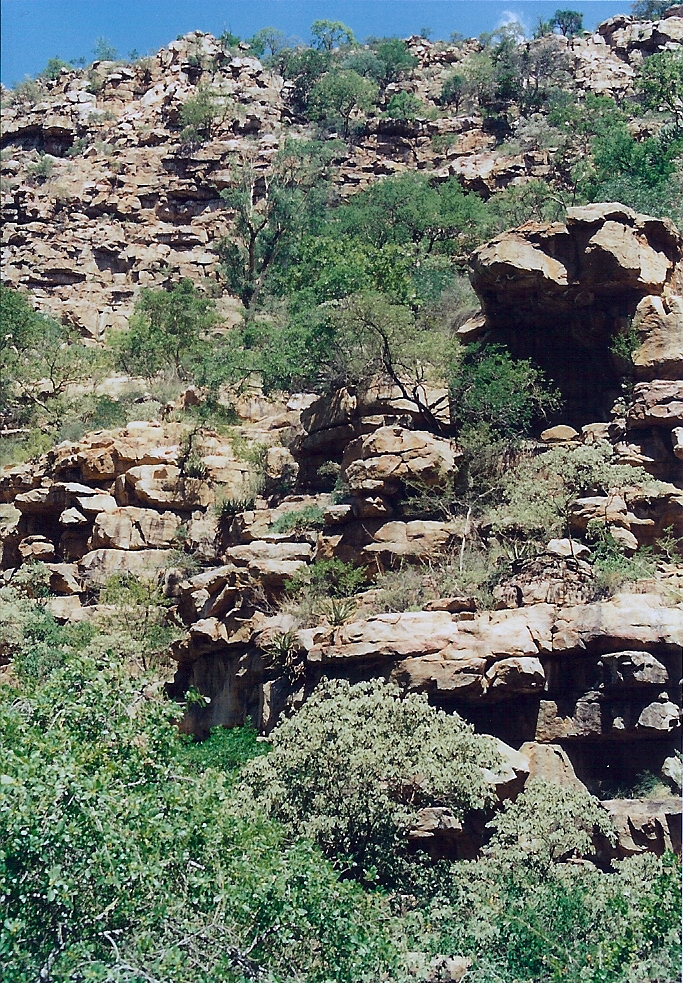
ممر موريمي في تلال تسوابونغ شرق بالابيي في بوتسوانا

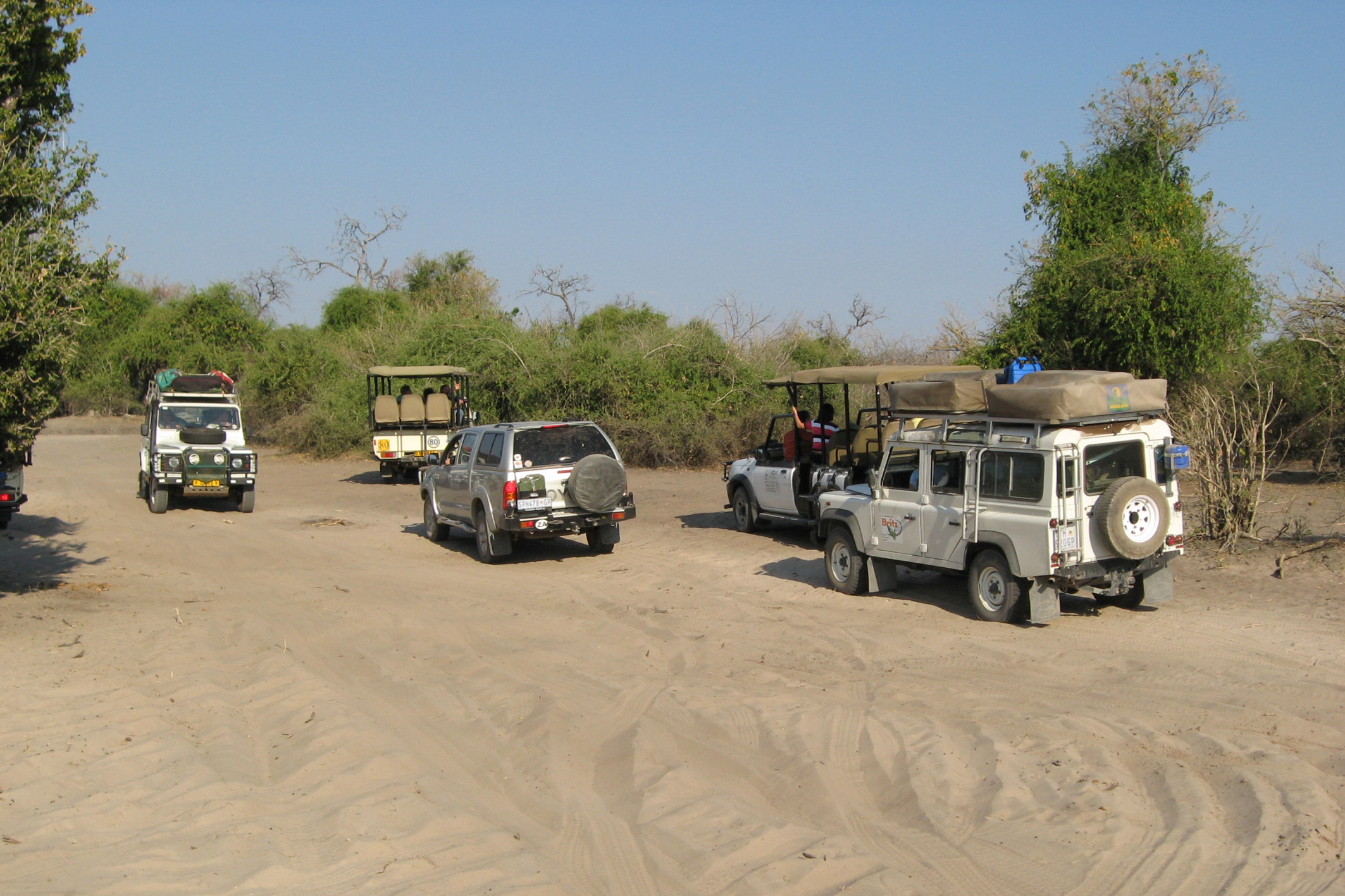
سياح في حديقة تشوبي الوطنية

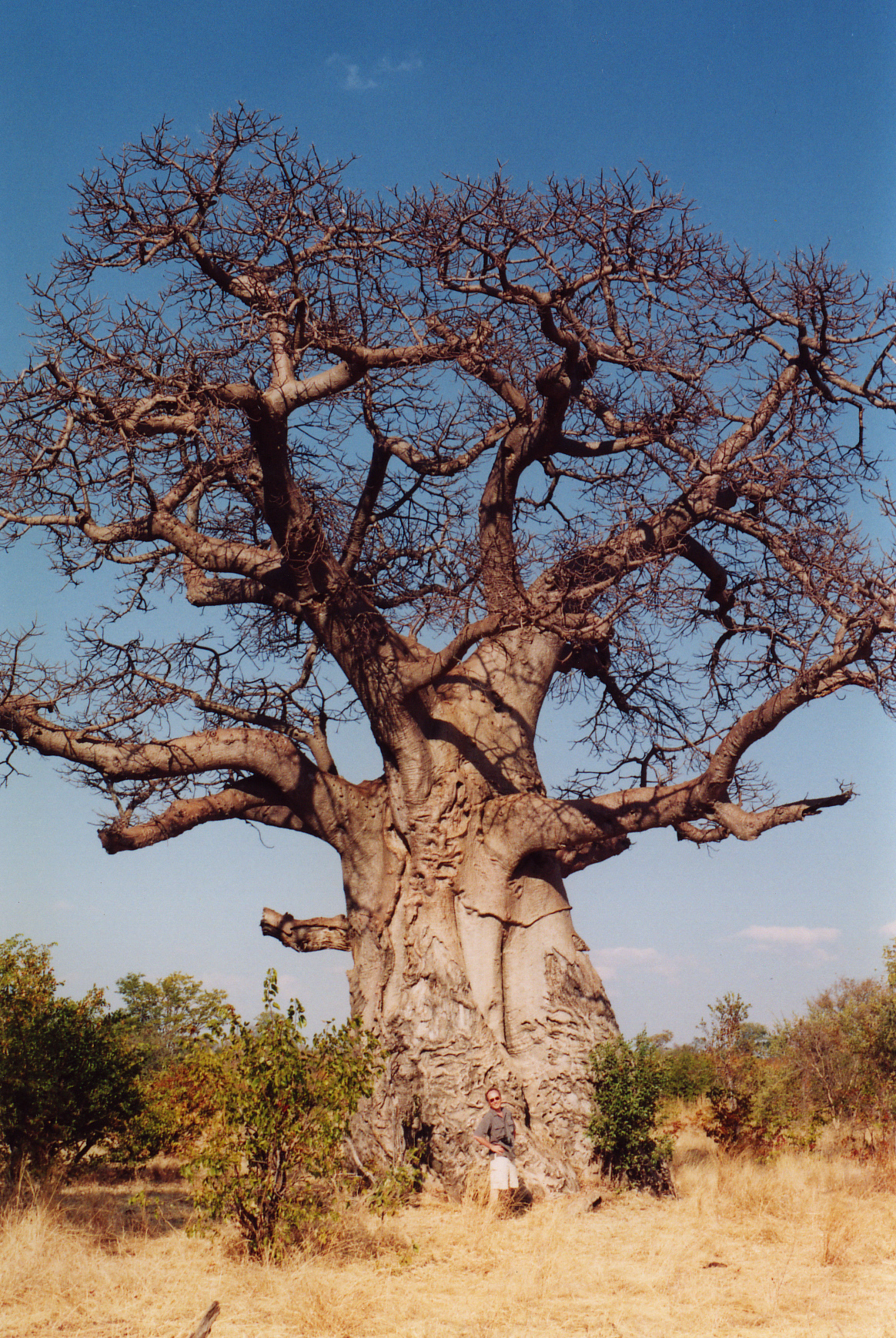
شجرة باوباب أفريقية

تواجه بوتسوانا حالياً اثنتين من المشاكل البيئية الرئيسية وهما الجفاف والتصحر. تنشأ مشاكل التصحر في الغالب من الأوقات شديدة الجفاف في البلاد. بسبب الجفاف فإن 75% من سكان البلاد (بشر وحيوانات) يعتمدون على المياه الجوفية. خفف استخدام المياه الجوفية من آثار الجفاف ولكنها تركت خسائر على الأرض. يتم الوصول إلى المياه الجوفية عن طريق حفر الآبار العميقة مما يؤدي إلى تآكل التربة. المياه السطحية نادرة جداً في بوتسوانا وأقل من 5% من الزراعة في البلاد تعتمد على هطول الأمطار. نتيجة لهذا 95% من البلاد يعتمد على الماشية كوسيلة للدخل. بالتالي، فإنه ليس من المفاجئ أن يستخدم 71% من أراضي البلاد للرعي والذي كان سبباً رئيسياً للتصحر في البلاد.
ولأن تربية المواشي أثبتت كونها تجارة مربحة لشعب بوتسوانا فإن استغلال الأرض ما زال في استمرار. وصلت قطعان الحيوانات إلى زيادة كبيرة. من 1966 حتى 1991 ارتفع تعداد الماشية من 1.7 حتى 5.5 مليون. وبالمثل ازداد عدد السكان من 574,000 في عام 1971 إلى 1.5 مليون شخص في 1995، وهي زيادة بنحو 200 ٪. «أكثر من 50% من مجموع الأسر في بوتسوانا تمتلك ماشيتها الخاصة والتي تعد حالياً أكبر مصدر للدخل في المناطق الريفية». يعتبر تدهور المراعي أو التصحر عبارة عن انخفاض إنتاجية الأراضي نتيجة الإفراط في التخزين والرعي الجائر أو نتيجة لجمع المحاصيل للاستخدام التجاري. تتفاقم آثار الجفاف بتغير المناخ. تم الإبلاغ عن أن دلتا أوكافانغو في جفاف بسبب زيادة الرعي المواشي. دلتا أوكافانغو هي واحدة من الأراضي الرطبة الرئيسية شبه الحرجية في بوتسوانا وهي أكبر دلتا داخلية في العالم ونظامها البيئي حاسم لبقاء العديد من الحيوانات.
بدأت بالفعل إدارة الغابات وموارد المراعي بتنفيذ مشروع لإعادة الغطاء النباتي الأصلي في جنوب كغالاغادي وشمال كوينينغ وبيتيتي. سيساعد إعادة النباتات الأصلية على التخفيف من تدهور حالة الأراضي. دخلت حكومة الولايات المتحدة في اتفاق مع بوتسوانا تمنحهم بموجبه نحو 7 ملايين دولار أمريكي لتقليص ديون بوتسوانا إلى 8.3 مليون دولار. تخفيض الولايات المتحدة لديون بوتسوانا سيساعد بوتسوانا على التركيز على الحفاظ على الأرض.
يذكر برنامج الأمم المتحدة الإنمائي أن المشكلة الرئيسية تكمن في الاستغلال المفرط للموارد بما في ذلك الأرض في بوتسوانا ويرجع ذلك إلى مستوى الفقر. للمساعدة في التغيير دخل برنامج الأمم المتحدة الإنمائي إلى مشروع بدأ في المجتمع الجنوبي في سترويزيندام في بوتسوانا. الغرض من المشروع هو الاستفادة من «معارف السكان الأصليين والنظم التقليدية لإدارة الأراضي» ويفترض أن قادة هذه الحركة هم أعضاء في المجتمع وذلك لتوظيفهم وإخراجهم من حالة الفقر. ذكر برنامج الأمم المتحدة الإنمائي أيضاً أن على الحكومة تنفيذ سياسات فعالة للسماح للناس المحليين بإدارة مواردهم المحلية الخاصة والسماح لهم بمساعدتها في وضع السياسات العامة.

## القوات المسلحة
لم يكن هناك أية قوات مسلحة رسمية عند استقلال بتسوانا، ولم يتم إنشاؤها حتى هجمت عليها جيوش روديسيا الجنوبية وجنوب أفريقيا، وعندها تم تأسيس قوة الدفاع البتسوانية كقوة ردع في عام 1977م. يعتبر رئيس الدولة هو القائد الأعلى لجميع القوات المسلحة البتسوانية والمسؤول عن تعيين مجلس الدفاع العسكري.
بعد عدة تغييرات سياسية في جنوب أفريقيا والمنطقة، تغيرت أولويات قوة الدفاع البوتسوانية إلى منع عمليات الصيد غير القانوني، الإغاثة في أوقات الكوارث، وحماية الأجانب في المنطقة. تعتبر الولايات المتحدة الأمريكية المساهم الأعلى في تطوير القوات المسلحة البتسوانية وتدريب ضباطها.
تتكون قوات الدفاع البتسوانية من 12,000 فرد وضابط كما في إحصائيات عام 2007م. وتتكون قوة الدفاع البتسوانية من لواء مدرعات واحد، لواءي مشاة، أربع كتائب مشاة، فوجا مدفعية، فوج سلاح المهندسين، وفوج المغاوير. بالإضافة إلى القوات الجوية والشرطة البتسوانية الوطنية، ولا تمتلك بتسوانا قوات بحرية كونها لا تمتلك حدوداً ساحلية.

## الاقتصاد

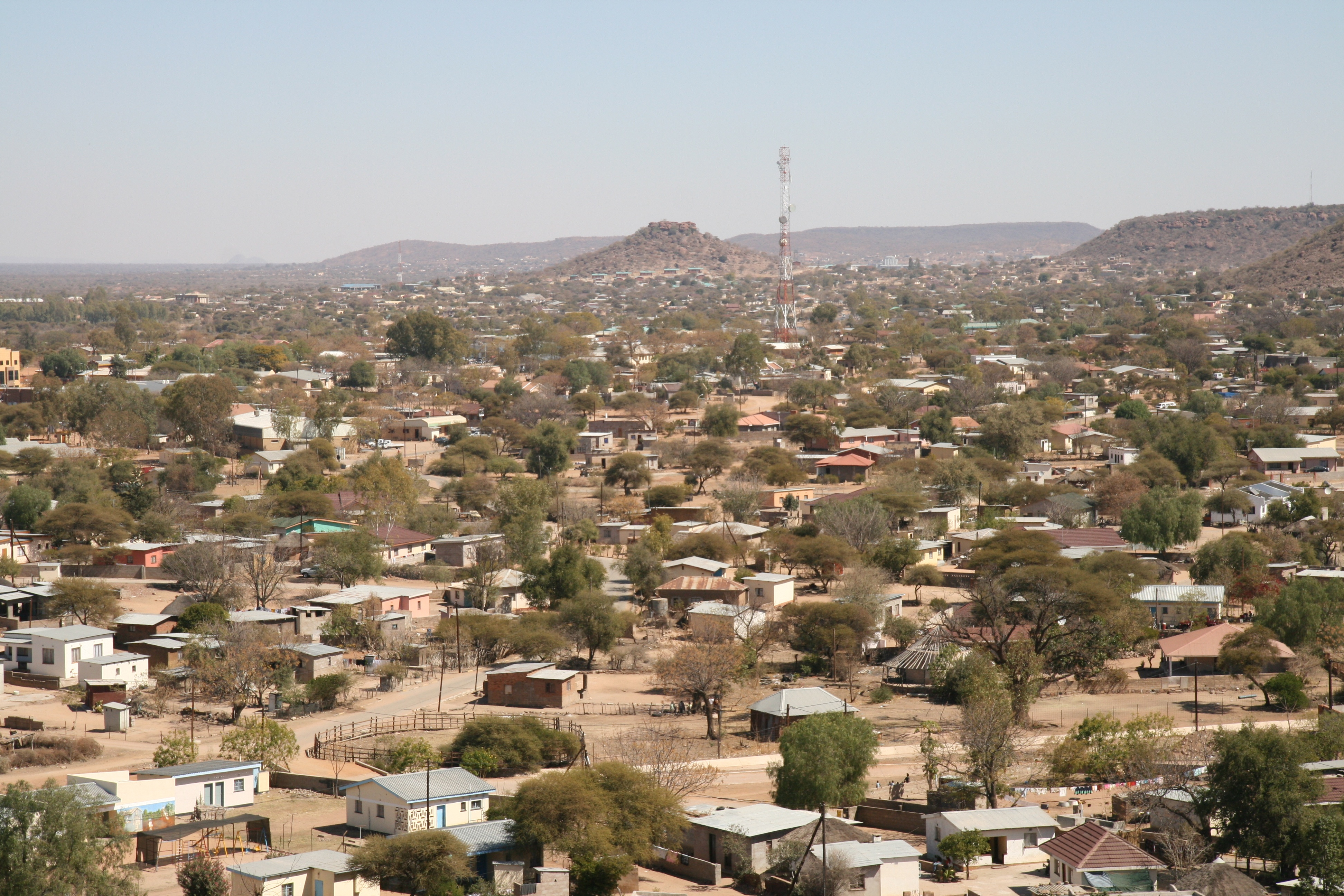
موتوشودي وهي إحدى أكبر قرى بوتسوانا

منذ الاستقلال امتلكت بوتسوانا واحدة من أسرع معدلات النمو في نصيب الفرد من الدخل في العالم. تحولت البلاد من واحدة من أفقر البلدان في العالم إلى فئة البلدان المتوسطة الدخل. وحسب أحد التقديرات، تمتلك بتسوانا رابع أعلى إجمالي الدخل القومي في تعادل القدرة الشرائية في أفريقيا مما يمنحها مستوى معيشة يقارب نظيره في المكسيك وتركيا.
وفقاً لصندوق النقد الدولي، بلغ متوسط النمو الاقتصادي أكثر من 9% في بين 1966 و1999. كما تمتلك بوتسوانا مستوى عال من الحرية الاقتصادية مقارنة مع بلدان أفريقية أخرى. حافظت الحكومة على سياسة مالية سليمة على الرغم من العجز في الميزانية في 2002 و2003 على التوالي، ومستوى لا يكاد يذكر من الديون الخارجية. حصلت البلاد على أعلى تصنيف ائتماني سيادي في أفريقيا وكدست احتياطيات النقد الأجنبي (أكثر من 7 مليارات دولار في 2005/2006) وتكفي لما يقرب من عامين ونصف من الواردات الحالية.

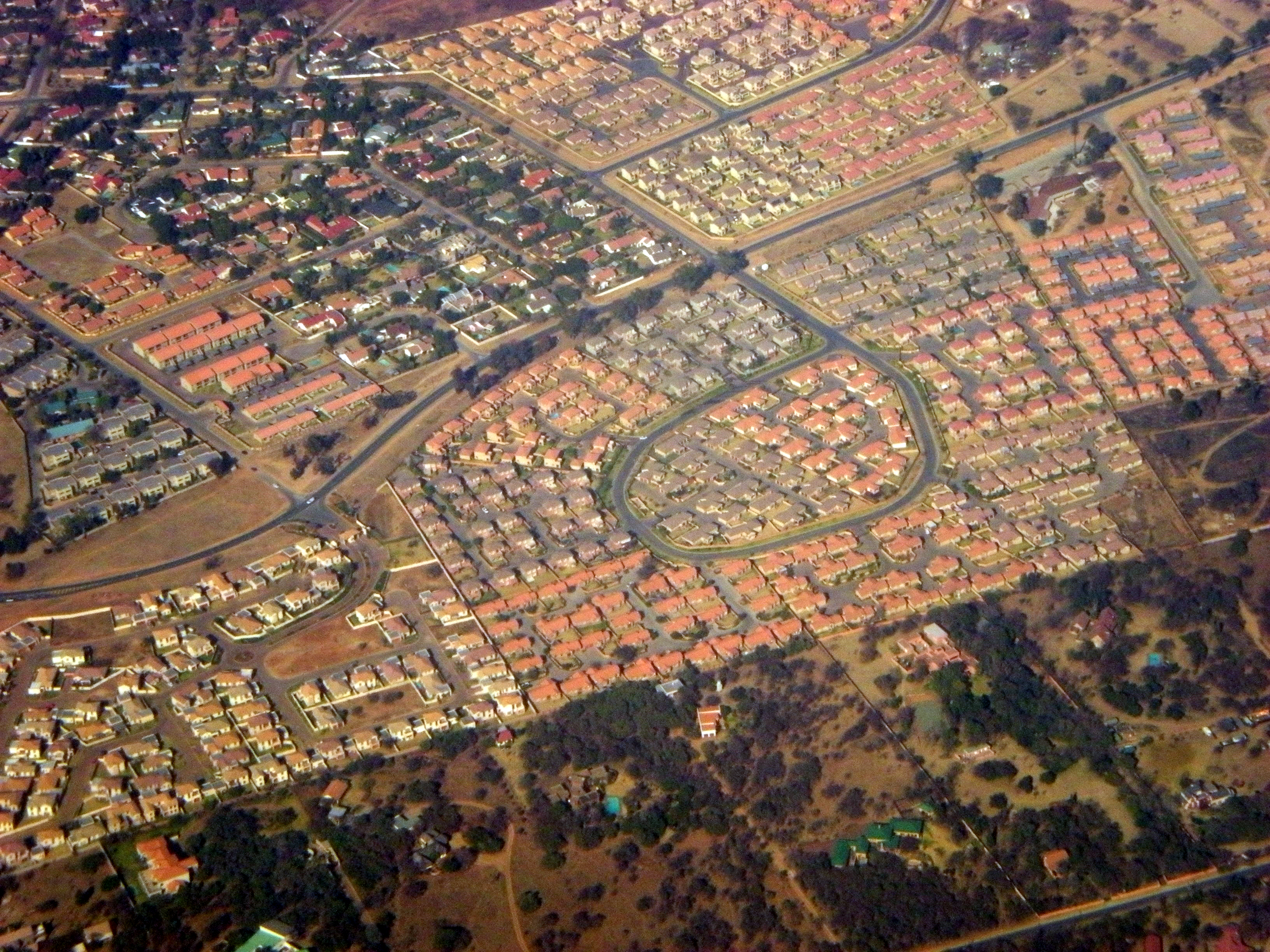
مشهد جوي للعاصمة غابورون

تمتلك الدولة حصة 50% من دبسوانا وهي أكبر شركة مناجم ألماس في بوتسوانا. توفر الصناعات المعدنية نحو 40% من مجموع الإيرادات الحكومية. في عام 2007 تم اكتشاف كميات كبيرة من اليورانيوم ويتوقع بدء التعدين بحلول عام 2010. أنشأت عدة شركات تعدين دولية مقراً إقليمياً في بوتسوانا، حيث يعود التنقيب عن الألماس والذهب واليورانيوم والنحاس والنفط بالعديد من النتائج الإيجابية. أعلنت الحكومة في أوائل عام 2009 أنها ستحاول التحول عن الاعتماد الاقتصادي على الألماس بسبب المخاوف الخطيرة حول نضوب الألماس من بوتسوانا على مدى السنوات العشرين المقبلة.

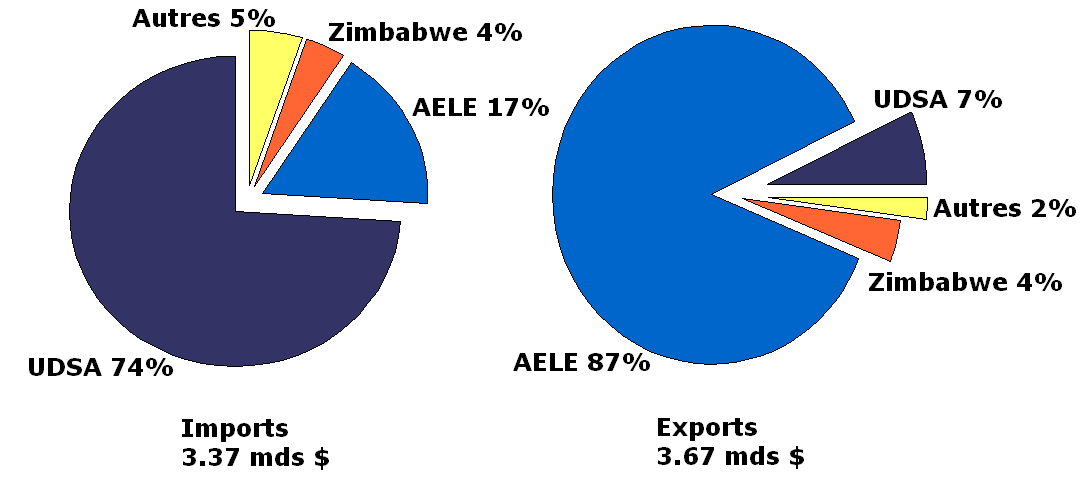
شركاء بوتسوانا التجاريين عام 2004.

نظام بوتسوانا المصرفي التنافسي أحد أكثرها تقدماً في أفريقيا. حيث تلتزم عموماً بالمعايير العالمية في الشفافية في السياسات المالية والرقابة المصرفية ويوفر القطاع المالي الوصول إلى وفرة من القروض لأصحاب المشاريع. افتتح بنك رأس المال في عام 2008 حيث مما رفع إجمالي عدد البنوك المرخصة إلى ثمانية. تشارك الحكومة في القطاع المصرفي من خلال المؤسسات المالية المملوكة للدولة وبرنامج خاص للحوافز المالية التي تهدف إلى رفع مكانة بوتسوانا كمركز مالي. يتم تخصيص الائتمان وفقا لشروط السوق وعلى الرغم من أن الحكومة تقدم قروضاً مدعومة. تواصل إصلاح المؤسسات المالية غير المصرفية في السنوات الأخيرة ولا سيما من خلال إنشاء وكالة للرقابة المالية التي توفر إشرافاً أكثر فعالية. ألغت الحكومة الرقابة على أسعار صرف العملات ومع إنشاء خيارات الاستثمار الجديدة في الحوافظ المالية، فإن بورصة الأسهم في بوتسوانا في نمو مستمر.
يحظر الدستور تأميم الملكية الخاصة وينص على استقلال القضاء وتحترم الحكومة هذا في الممارسة العملية. النظام القانوني كاف لإجراء المعاملات التجارية الآمنة على الرغم من التراكم الخطير والمتزايد للقضايا مما يمنع المحاكمات في الوقت المناسب. تحسنت حماية حقوق الملكية الفكرية بصورة ملحوظة. تحل بتسوانا في المرتبة الثانية فقط بعد جنوب أفريقيا من بين الدول الأفريقية جنوب الصحراء الكبرى في المشعر الدولي لحقوق الملكية 2009.
و رغم انفتاح البلاد على المشاركة الأجنبية في اقتصادها، تحتفظ بوتسوانا بعدد من القطاعات لمشاركة المواطنين. تلعب زيادة الاستثمارات الأجنبية دوراً هاماً في خصخصة الشركات المملوكة للدولة. تتّسم أنظمة الاستثمار بالشفافية، وإجراءات بيروقراطية مبسطة ومنفتحة على الرغم من البطء بعض الشيء. عوائد الاستثمارات مثل الأرباح وأرباح الأسهم وخدمات الديون ومكاسب رأس المال والعائد على الملكية الفكرية والإتاوات ورسوم الامتياز ورسوم الخدمة يمكن سحبها خارج البلاد بلا حدود.

## الديموغرافيا

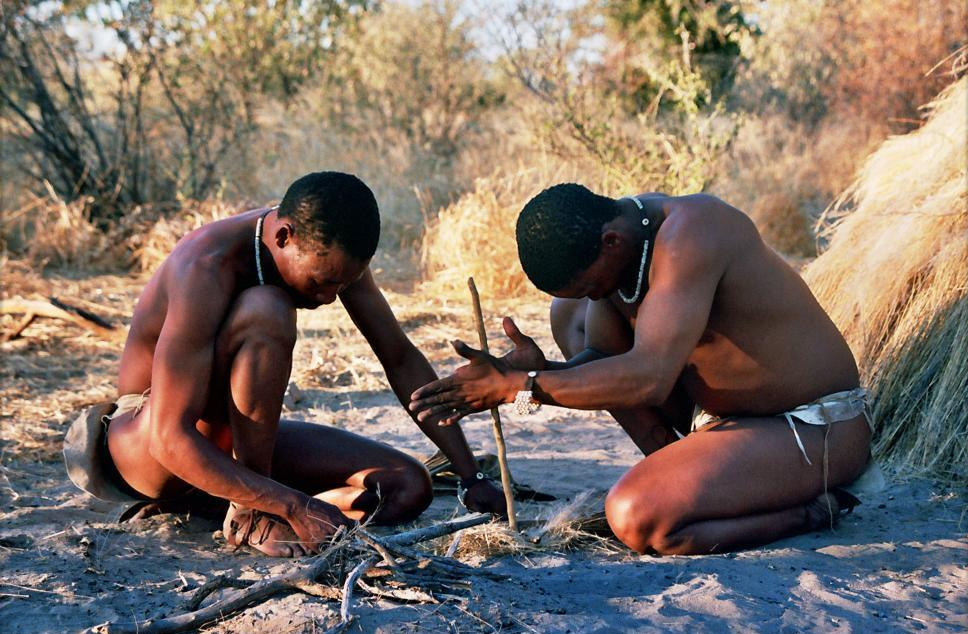
بوشمن في بوتسوانا.

المجموعات العرقية الرئيسية في بوتسوانا هي (بالترتيب) تسوانا وكالانغا وبوشمن أو أباتوا وتعرف أيضاً باسم باساروا. من القبائل الأخرى بايي وبامبوكوشو وباسوبيا وباهيريرو وباكغالاغادي. تشمل المجموعات العرقية الأخرى في البلاد البيض والهنود وكلاهما بمجموعات صغيرة ومتساوية في العدد تقريباً. يتكون تعداد سكان بوتسوانا من الهنود من العديد من الهنود الأفارقة من عدة أجيال ومن موزامبيق وكينيا وتنزانيا وموريشيوس وجنوب أفريقيا وغيرها فضلاً عن الجيل الأول من المهاجرين الهنود. أما السكان البيض فهم من بتسوانا أو من أجزاء أخرى من أفريقيا بما في ذلك زيمبابوي وجنوب أفريقيا. يتحدث السكان البيض الإنكليزية أو اللغة الأفريكانية ويشكلون ما يقرب من 3% من السكان.
منذ عام 2000 وبسبب تدهور الأوضاع الاقتصادية في زيمبابوي فقد ارتفع عدد الزيمبابويين في بوتسوانا إلى عشرات الآلاف.
أقل من 10,000 شخص من البوشمن يعيشون في الأدغال على الطريقة التقليدية كصيادين وجامعي ثمار. منذ منتصف التسعينات حاولت الحكومة المركزية في بوتسوانا نقل السان من أراضيهم. أدان مسؤول الأمم المتحدة العليا لحقوق السكان الأصليين، البروفيسور جيمس أنايا اضطهاد بوتسوانا للبوشمن في تقرير صدر في شباط / فبراير 2010.
يقدر معدل انتشار فيروس نقص المناعة البشرية / الإيدز في بوتسوانا بنحو 24% من البالغين في عام 2006. وفي عام 2003، بدأت الحكومة برنامجاً شاملاً مجانياً أو رخيصاً للعقاقير المضادة للفيروس وكذلك حملة إعلامية تهدف إلى وقف انتشار الفيروس.

### الدين
| الدين في بوتسوانا | الدين في بوتسوانا | الدين في بوتسوانا | الدين في بوتسوانا | الدين في بوتسوانا |
| ----------------- | ----------------- | ----------------- | ----------------- | ----------------- |
| الدين             | الدين             |                   | النسبة            | النسبة            |
| بروتستانت         | بروتستانت         |                   | 62%               | 62%               |
| ديانة محلية       | ديانة محلية       |                   | 23%               | 23%               |
| كاثوليكية رومانية | كاثوليكية رومانية |                   | 5%                | 5%                |
| إسلام             | إسلام             |                   | 0.3%              | 0.3%              |
| هندوسية           | هندوسية           |                   | 0.15%             | 0.15%             |

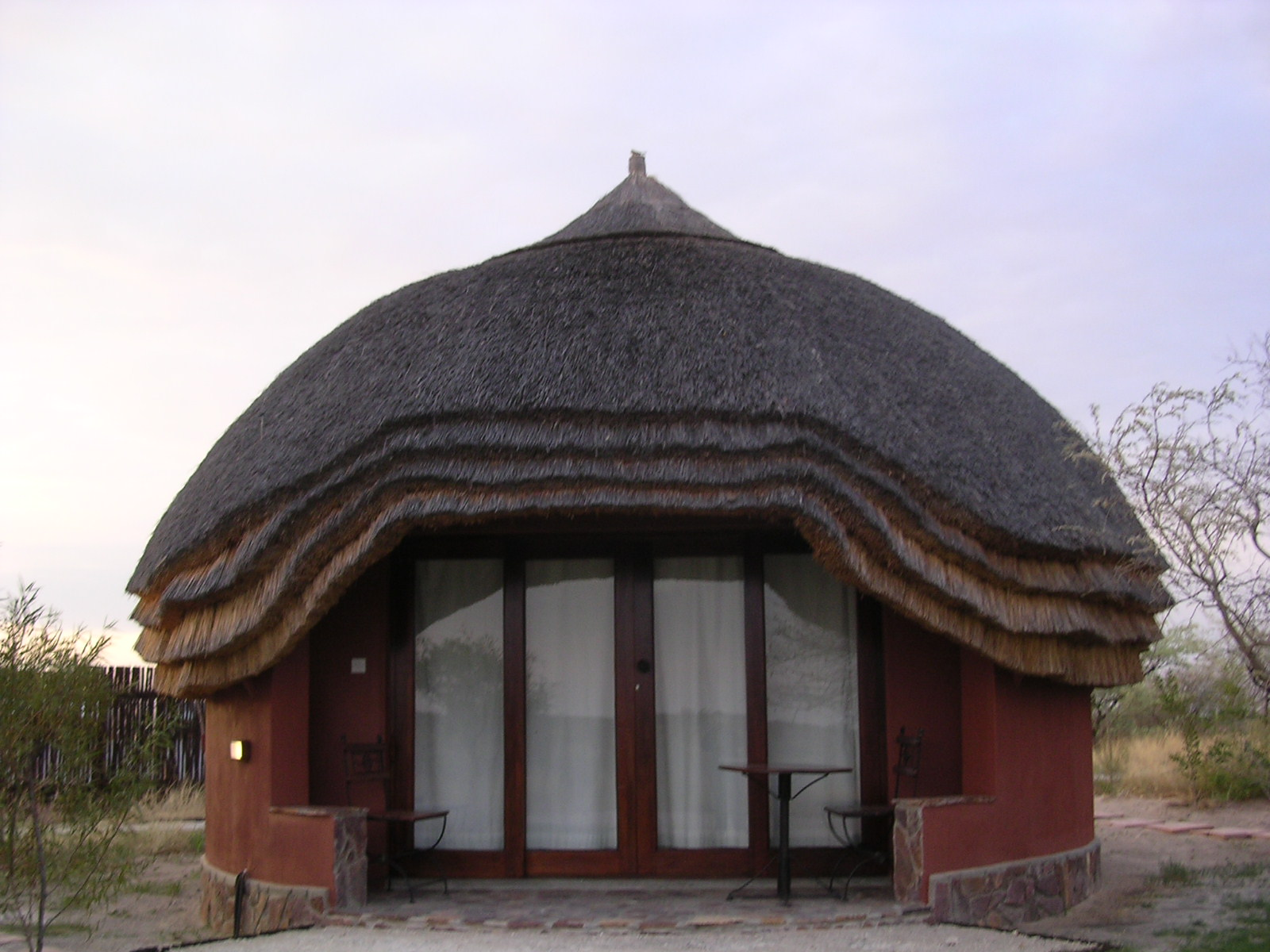
روندافل في كوتسي كالهاري لودج في بوتسوانا.

يقدر تعداد المسيحيين في البلاد بنحو 70%. تشكل الكنائس الأنجليكانية والميثودية وتجمع الكنيسة المتحدة في جنوب أفريقيا غالبية المسيحيين. هناك أيضا تجمعات من اللوثريين والكاثوليك والسبتيين والمعمدانيين والكنيسة الإصلاحية الهولندية والمينونايت والطوائف المسيحية الأخرى. وهناك أيضاً المورمون وشهود يهوه.
وفقاً لتعداد عام 2001 فإن الجالية المسلمة تعود في المقام الأول إلى أصول جنوب آسيوية ويزيد تعدادها قليلاً عن 5000. يذكر تعداد عام 2001 وجود حوالي 3000 من الهندوس و7000 من البهائيين. ما يقرب من 20 في المئة من المواطنين لا يعتنقون أي دين. الطقوس الدينية تتمتع بحضور كبير في كل من المناطق الريفية والحضرية.

### اللغة
اللغة الرسمية هي اللغة الإنجليزية من بوتسوانا على الرغم من أن يتحدث بها على نطاق واسع سيتسوانا في جميع أنحاء البلاد. في سيتسوانا البادئات هي أكثر أهمية مما هي عليه في العديد من اللغات الأخرى. وتشمل هذه البادئات «بو»، الذي يشير إلى هذا البلد، «با»، الذي يشير إلى الناس، «مو»، وهو شخص واحد، و«سي» والتي هي اللغة. على سبيل المثال، والقبيلة الرئيسية في بوتسوانا هو الشعب التسوانية، ومن هنا جاء اسم بوتسوانا لبلده.

## الصحة
يبلغ متوسط العمر المأمول في بتسوانا 40 سنة للذكور والإناث بحد سواء كما في إحصائيات عام 2004م. تركز الحكومة البتسوانية على الرعاية الصحية، وخاصةً الحد من انتشار الأمراض المعدية وتحسين نوعية الحياة. تشير إحصائيات عام 2004م أنه يوجد 241 ممرض، 29 طبيب وطبيبا أسنان لكل 100,000 نسمة.
يعتبر سوء التغذية والسل أعلى المشاكل الصحية في بتسوانا، حيث أن إحصائيات عام 2007م تشير أن 17% من الأطفال تحت سن الخامسة يعانون من سوء التغذية. بدأت العديد من الفرق والمنظمات الصحية حملات للتوعية بالملاريا والسل.
تستخدم ما يقارب 33% من النساء المتزوجات (بين سن 15 و49) أدوات تحديد النسل. بحسب إحصائيات عام 1999م، تم تحصين الأطفال تحت عمر السنة من الخناق، السعال الديكي الكزاز بنسبة 90%، والحصبة بنسبة 86%.

### الإيدز
يبلغ عدد المصابين بالإيدز في بتسوانا 270000 شخص
منذ عام 2002 قامت الحكومة ومن خلال برنامج مكافحة يسمى ماسا (يعني إشراقة شمس جديدة) بتوزيع أدوية مجانية على السكان لمكافخة الإيدز.طبقا لتقديرات عام 2003 فان معدل انتشار الايدز بين الأحياء 350000 حالة وعدد الوفيات 33000 وفية.

### السرطان
بلغ عدد حالات السرطان ما بين 1986م و2005م ألفي حالة، وبحلول التقرير السنوي الثاني للسرطان، بلغ العدد 4,138 مصاب. تمت مراقبة مجموعات عدة منهم العاطلين عن العمل، الفلاحين، ربات المنزل، العلماء الدينيين والذين يعملون في أعمالهم الخاصة. وأعلى معدلات السرطان وجدت في مناطق جابورون، كوينغ إيست، سيرو بالاباي، كاتلينغ والجنوب الشرقي على الترتيب.
ينتشر السرطان بشكل أعلى في الفئة السنية بين سني 30 و49 سنة. وينتشر بين الإناث بشكل أعلى بين الذكور، 31% من حالات السرطان المسجلة كانت في الأعضاء التناسلية للأنثى. وأعلى الأعضاء تعرضاً للسرطان هي الجلد، عنق الرحم، الثدي، المريء، النقي، العين والفم على الترتيب.
تم تأسيس الاتحاد البتسواني للسرطان، وهي منظمة غير حكومية تعتمد على تطوعية في عام 1998م. وهي تعني بالوقاية من السرطان، الحملات الصحية، تسهيل الحصول على الرعاية لمرضى السرطان وتقديم المشورة والرعاية النفسية لهم.

## التعليم
حققت بتسوانا تقدماً كبيراً في مجال التعليم عقب استقلالها في عام 1966م، فحينذاك كان عدد خريجي الدراسات العليا قليل جداً ونسبة قليلة من السكان أكملت المرحلة الثانوية. تشير إحصائيات عام 2001م أنه من المتوقع من 86% من الطلاب أن يصلوا للسنة الخامسة من نظام التعليم، ولا توجد أية فروق بين التعليم المعطى للإناث والتعليم المعطى للذكور، ولكن للإناث نصيب أقل في التعليم الثانوي نظراً لاضطرار بعضهن لترك الدراسة بسبب الحمل.
بعد اكتشاف الألماس، ازداد الإنفاق الحكومي في قطاع التعليم. تم توفير تعليم أساسي مدته عشر سنوات لجميع الطلاب، يحصل الطالب بعد إتمامها على شهادة دبلوم ثانوي، وعند إكمال سنتين إضافيتين يحصل الطالب على شهادة بتسوانا العامة في التعليم الثانوي، هاتان السنتين ليستا إجباريتين أو مجانيتين.
بعد التخرج، يستطيع الطلاب الانتساب إلى واحدة من ست كليات تقنية في الدولة، أو التدرج في تدريب مهني متخصص بالتمريض أو التدريس. يسجل الطلاب المتفوقون في جامعة بتسوانا، كلية بتسوانا الزراعية وكلية بتسوانا للمحاسبة في غابورون. عدد كبير من الطلاب يدرس في الكليات الخاصة الموجودة في الدولة، وغالبتهم تدرج برعاية حكومية.
لم تتناسب المكاسب الكمية مع المكاسب النوعية دوماً، فالمدراس الابتدائية لا تزال تعاني نقص الإعدادات، ومدرسيها يتقاضون راتباً أقل من نظرائهم في المدارس الثانوية. تأمل الحكومة البتسوانية أنه باستثمار جزء كبير من الدخل في التعليم، فإن اعتماد الدولة على الألماس في سياساتها الاقتصادية سيقل، وسيقل الاعتماد على اليد العاملة الأجنبية.
في يناير من عام 2006م، أعلنت بتسوانا فرض أجر مقابل التعلم بعد عقدين من التعليم المجاني، ومع ذلم بقيت سياسة الابتعاث الداخلي للتخصصات الموجودة محلياً والابتعاث الخارجي للتخصصات الغير متوفرة محلياً.
حققت بوتسوانا المركز 85 في مؤشر الابتكار العالمي عام 2023، وتراجعت للمركز 87 في مؤشر عام 2024.

## الثقافة

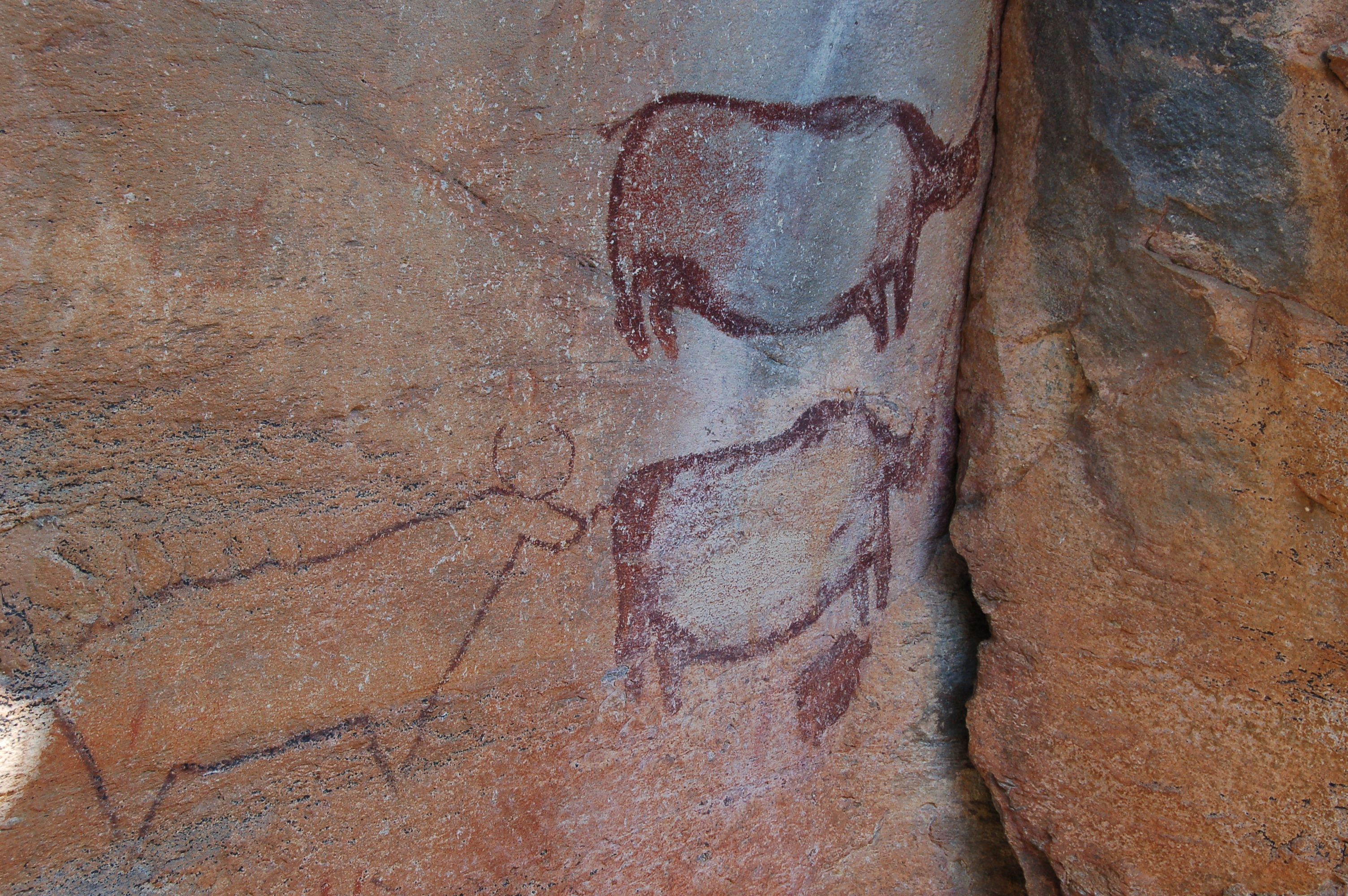
رسومات حجرية في تلال تسوديلو.

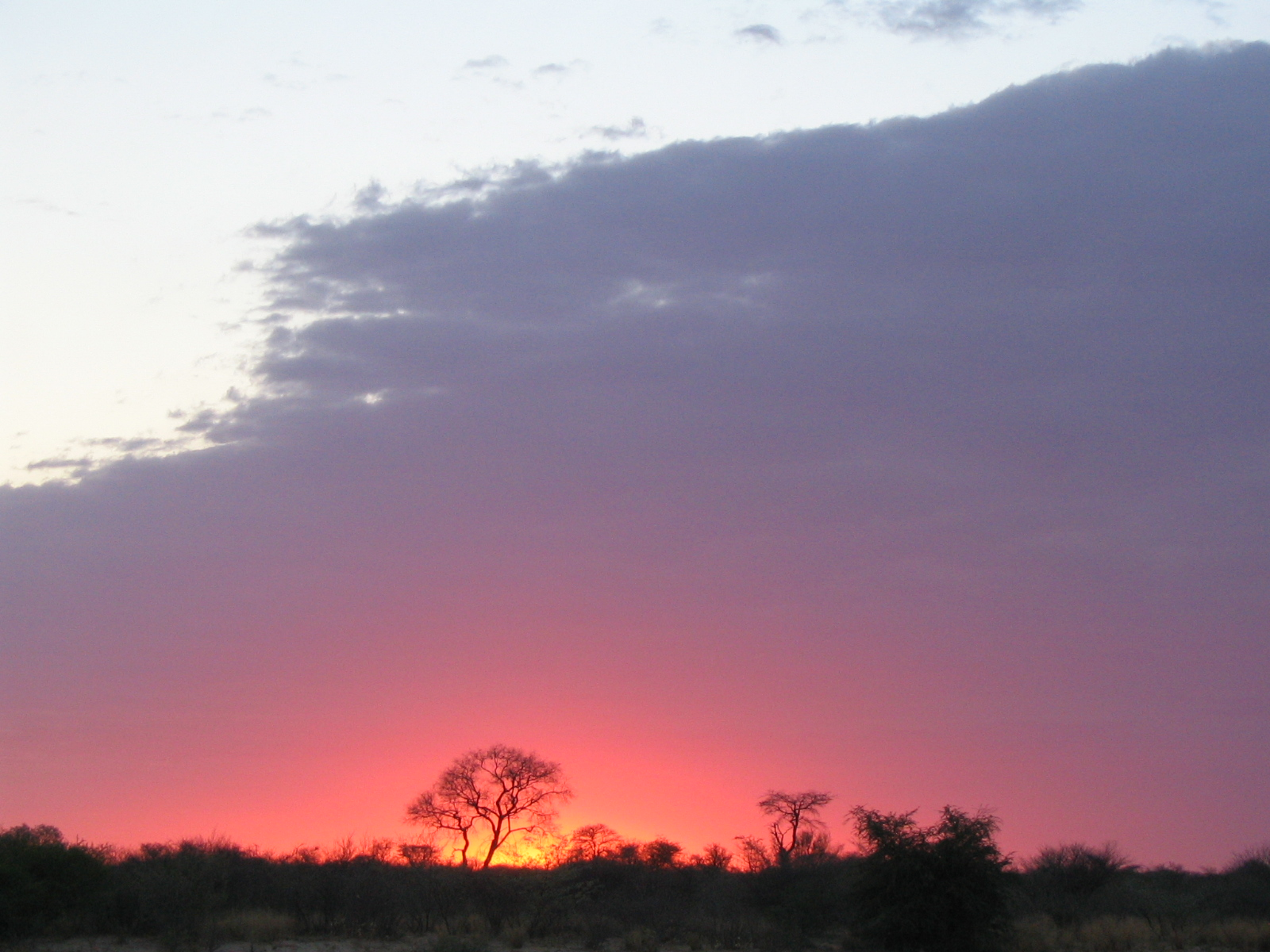
شروق الشمس في بوتسوانا

من التقاليد في بوتسوانا تحية شخص ما بسكب الماء على رأسه. كان هذا الأمر جزءاً من الثقافة في بوتسوانا لسنوات عديدة.
بالإضافة إلى الإشارة إلى لغة المجموعات المهيمنة في بوتسوانا، فإن سيتسوانا صفة تستخدم لوصف التقاليد الثقافية الغنية للباتسوانا سواء كانت لعرقية التسوانا أو جميع مواطني بوتسوانا. كتب الكاتب الإسكتلندي الكسندر ماكول سميث عدداً من الروايات الشعبية الترفيهية عن بوتسوانا لإبلاغ القارئ عن الثقافة والعادات السائدة في بوتسوانا.

### الموسيقى

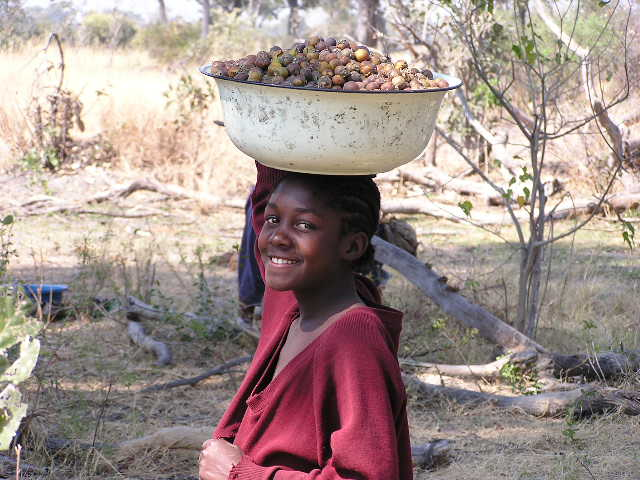
فتاة في دلتا أوكافانغو.

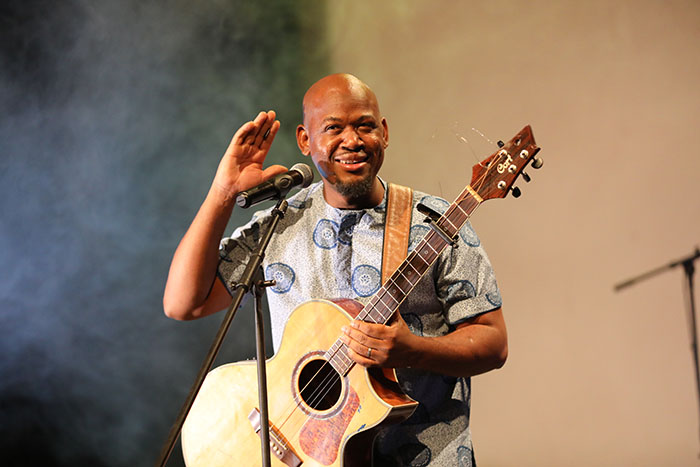
موسيقي الفولكلور سيريتسي.

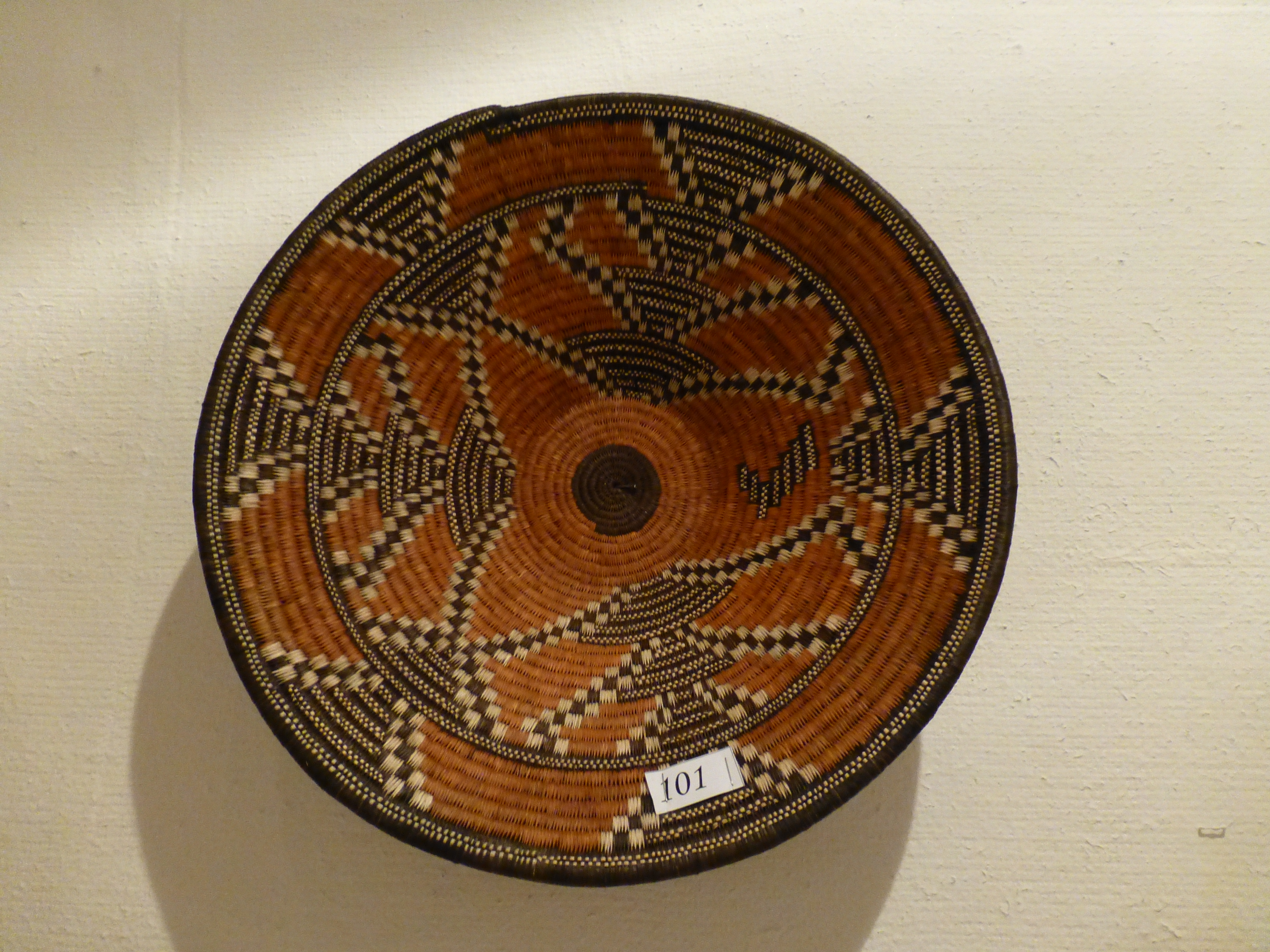
السلة التقليدية.

الموسيقى التسوانية صوتية ومعظمها من دون الطبول، لكن تستخدم الآلات الوترية فيها بكثرة. الموسيقى الشعبية التسوانية تستخدم أدوات مثل سيتينكاني وسيغانكوري/ سيغابا وعلى مدى العقود القليلة الماضية الإيتار الذي أضاف تنوعاً على الموسيقى التسوانية.

### الفنون التشكيلية
في الجزء الشمالي من بوتسوانا، تشتهر النساء في قرى إتشا وغوماري بمهاراتهن في صناعة السلال من نخيل موكولا وصناعة الأصباغ المحلية. تنسج السلال عموماً في ثلاثة أحجام: كبيرة بغطاء للتخزين وسلال كبيرة مفتوحة لحمل الأشياء على الرأس أو لذر الحبوب وسلال أصغر للحبوب المطحونة. يجري تطور فن صناعة هذه السلال بشكل مطرد من خلال استخدام الألوان والتصاميم كما تنتج بشكل متزايد للاستخدام التجاري.
غيرها من المجتمعات الفنية البارزة فخار تاغاما ونساجو أودي وكلاهما يقع في الجزء الجنوبي الشرقي من بوتسوانا.
تصور أقدم اللوحات في بوتسوانا وجنوب أفريقيا الصيد والحيوانات والشخصيات البشرية ورسمها الخويزانيون (كونغ سان / بوشمن) قبل نحو عشرين ألف سنة في صحراء كالهاري.
بالإضافة إلى هذه الفنون التقليدية هناك عدد من الفنانين الموهوبين للغاية الذين يستخدمون الوسائل الحديثة في التعبير عن أنفسهم. هناك عدد قليل من المعارض في بوتسوانا التي تعرض اللوحات والمنحوتات. يستوحى بعضها من المناظر الطبيعية الجميلة في بوتسوانا وغيرها من الأشخاص أنفسهم.

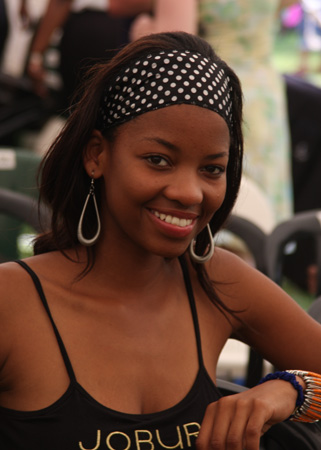
إتسينغ كغوموتسو، ملكة جمال بوتسوانا 2008 خلال مسابقة ملكة جمال العالم 2008

.

### الرياضة

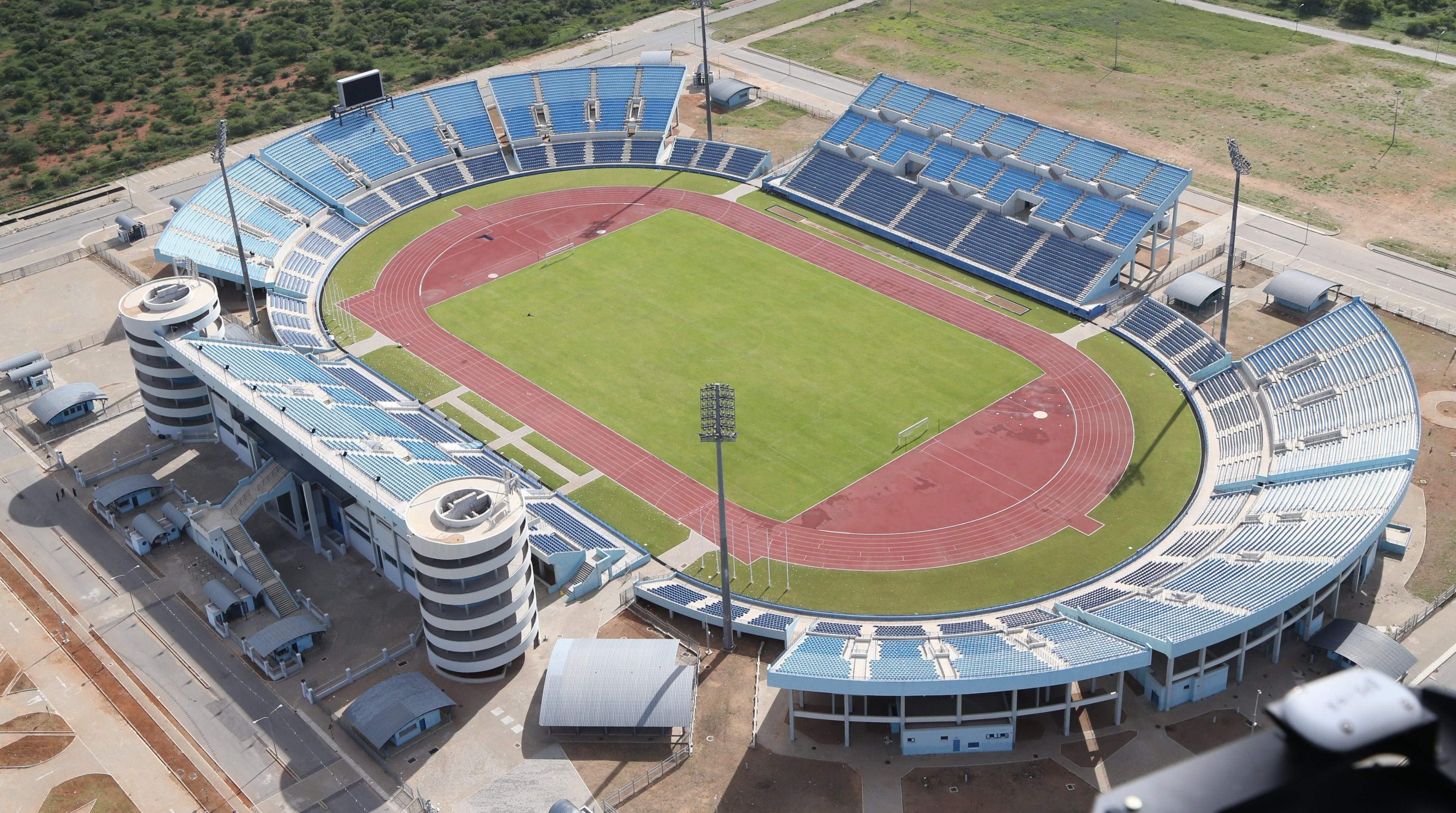
ملعب عوبيد عيتاني شيلوم.

الرياضة الأكثر شعبية في بوتسوانا هي كرة القدم والتأهل لكأس الأمم الأفريقية 2012 هو أعلى إنجاز للمنتخب الوطني حتى الآن. والرياضات الشعبية الأخرى تشمل لعبة الكريكيت والتنس والرجبي والكرة اللينة وكرة الطائرة والغولف وألعاب القوى، بالإضافة إلا أن بوتسوانا عضو منتسب لمجلس الكريكيت الدولي.

### المطبخ

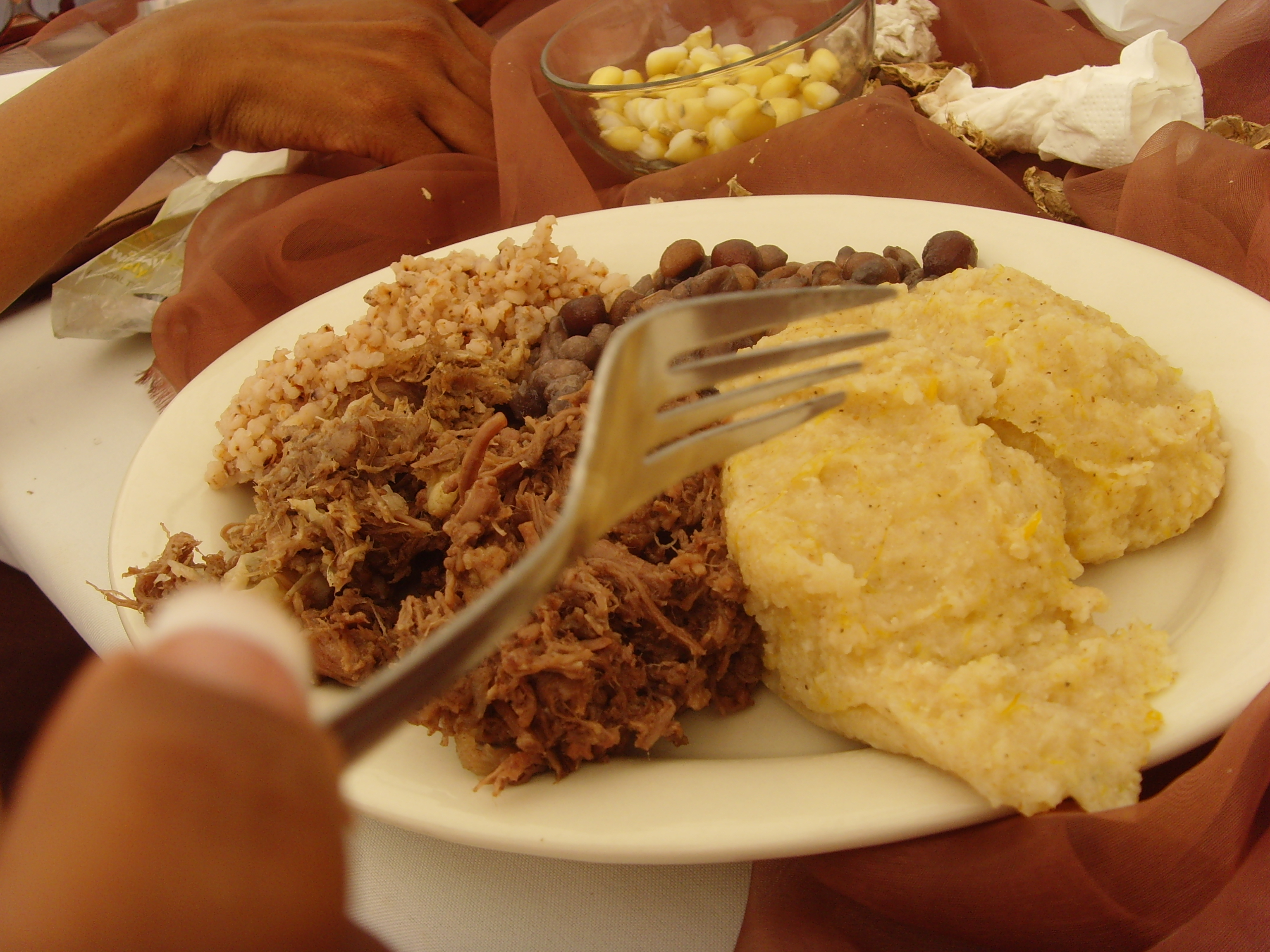
سيسوا، يعد الطبق الوطني في بوتسوانا.

الطبق الوطني هو سيسوا، لحم مطحون مصنوع من لحم الماعز أو لحم البقر، سيجوابا لحم مجفف ومجفف يتراوح من لحم البقر إلى لحوم الطرائد، إما شرائح من اللحم مقطعة إلى شرائح بعد حبة العضلات، أو قطع مسطحة مقطعة عبر الحبوب. ويشترك مطبخ بوتسوانا في بعض الخصائص مع المأكولات الأخرى في جنوب إفريقيا.

### الأعياد والعطل الرسمية
| التاريخ                       | المسمى                |
| ----------------------------- | --------------------- |
| 1 يناير                       | رأس السنة الميلادية   |
| 2 يناير                       | عطلة قومية            |
| غير ثابت                      | جمعة الآلام           |
| غير ثابت                      | عيد الصعود            |
| 1 يوليو                       | يوم السير سيريتي كاما |
| 19 يوليو                      | يوم الرؤساء (بتسوانا) |
| 20 يوليو                      | عطلة قومية            |
| 30 سبتمبر                     | عيد التحرير (بتسوانا) |
| 25 ديسمبر                     | عيد الميلاد           |
| 26 و27 ديسمبر                 | يوم الصناديق          |
| أول يوم اثنين بعد عيد الميلاد | عطلة قومية            |

## قراءات أخرى
- Denbow، James؛ Thebe، Phenyo C. (2006). Culture and Customs of Botswana. Westport, CT: Greenwood Press. ISBN:0313331782. {{استشهاد بكتاب}}: تجاهل المحلل الوسيط |lastauthoramp= لأنه غير معروف، ويقترح استخدام |name-list-style= (مساعدة).
- Alexander McCall Smith: "The No.1 Ladies' Detective Agency" series.

## وصلات خارجية
- The Government of Botswana
- Chief of State and Cabinet Members
- Botswana from UCB Libraries GovPubs
- بوتسوانا على مشروع الدليل المفتوح
- Botswana History نسخة محفوظة 6 أكتوبر 2009 على موقع واي باك مشين. from WWW-VL
- Botswana Travel Information